# Mongoliet i olympiska sommarspelen 2012
Mongoliet deltog i de olympiska sommarspelen 2012 som ägde rum i London i Storbritannien mellan den 27 juli och den 12 augusti 2012.

## Medaljörer
| Medalj | Namn                       | Sport     | Gren                         |
| ------ | -------------------------- | --------- | ---------------------------- |
| Silver | Naidangiin Tüvsjinbajar    | Judo      | Herrarnas 100 kg             |
| Silver | Njambajaryn Tögstsogt      | Boxning   | Herrarnas flugvikt           |
| Brons  | Sainjargalyn Nyam-Ochir    | Judo      | Herrarnas 73 kg              |
| Brons  | Soronzonboldyn Battsetseg  | Brottning | Damernas fristil, mellanvikt |
| Brons  | Urantjimegiin Mönch-Erdene | Boxning   | Herrarnas lätt weltervikt    |

## Boxning
- Huvudartikel: Boxning vid olympiska sommarspelen 2012

Herrar
| Boxare                     | Gren            | Sextondelsfinal         | Åttondelsfinal        | Kvartsfinal           | Semifinal               | Final                 | Final            |
| Boxare                     | Gren            | Motståndare Resultat    | Motståndare Resultat  | Motståndare Resultat  | Motståndare Resultat    | Motståndare Resultat  | Placering        |
| -------------------------- | --------------- | ----------------------- | --------------------- | --------------------- | ----------------------- | --------------------- | ---------------- |
| Pürevdordzjijn Serdamba    | Lätt flugvikt   | Bye                     | Singh (IND) L 11–16   | Gick inte vidare      | Gick inte vidare        | Gick inte vidare      | Gick inte vidare |
| Njambajaryn Tögstsogt      | Flugvikt        | Məmişzadə (AZE) W 18–11 | Picardi (ITA) W 17–16 | Latipov (UZB) W 15–10 | Alojan (RUS) W 15–11    | Ramírez (CUB) L 14–17 | 2                |
| Urantjimegiin Mönch-Erdene | Lätt weltervikt | Chládek (CZE) W 20–12   | Colin (MRI) W 15–12   | Stalker (GBR) W 23–22 | Berintjyk (UKR) L 21–29 | Gick inte vidare      | 3                |
| Byambyn Tüvshinbat         | Weltervikt      | Mitoumba (GAB) W 17–4   | Vastine (FRA) L 12–13 | Gick inte vidare      | Gick inte vidare        | Gick inte vidare      | Gick inte vidare |

## Brottning
- Huvudartikel: Brottning vid olympiska sommarspelen 2012

Herrar, fristil
| Brottare                  | Gren    | Kvalomgång               | Åttondelsfinal            | Kvartsfinal          | Semifinal            | Återkval 1           | Återkval 2           | Final / Brons        | Final / Brons |
| Brottare                  | Gren    | Motståndare Resultat     | Motståndare Resultat      | Motståndare Resultat | Motståndare Resultat | Motståndare Resultat | Motståndare Resultat | Motståndare Resultat | Placering     |
| ------------------------- | ------- | ------------------------ | ------------------------- | -------------------- | -------------------- | -------------------- | -------------------- | -------------------- | ------------- |
| Bayaraagiin Naranbaatar   | -55 kg  | Rahimi (IRI) L 0–3       | Gick inte vidare          | Gick inte vidare     | Gick inte vidare     | Gick inte vidare     | Gick inte vidare     | Gick inte vidare     | 19            |
| Pürevjavyn Önörbat        | -74 kg  | Chutsisjvili (GEO) L 1–3 | Gick inte vidare          | Gick inte vidare     | Gick inte vidare     | Gick inte vidare     | Gick inte vidare     | Gick inte vidare     | 17            |
| Orgodolyn Üitümen         | -84 kg  | Bye                      | Marsagisjvili (GEO) L 1–3 | Gick inte vidare     | Gick inte vidare     | Gick inte vidare     | Gick inte vidare     | Gick inte vidare     | 14            |
| Jargalsaikhany Chuluunbat | -120 kg | Bye                      | Ndiaye (SEN) W 3–0        | Machov (RUS) L 1–3   | Gick inte vidare     | Gick inte vidare     | Gick inte vidare     | Gick inte vidare     | 7             |

Damer, fristil
| Brottare                  | Gren   | Kvalomgång           | Åttondelsfinal        | Kvartsfinal            | Semifinal            | Återkval 1           | Återkval 2            | Final / brons        | Final / brons |
| Brottare                  | Gren   | Motståndare Resultat | Motståndare Resultat  | Motståndare Resultat   | Motståndare Resultat | Motståndare Resultat | Motståndare Resultat  | Motståndare Resultat | Placering     |
| ------------------------- | ------ | -------------------- | --------------------- | ---------------------- | -------------------- | -------------------- | --------------------- | -------------------- | ------------- |
| Davaasükhiin Otgontsetseg | -48 kg | Castillo (COL) W 3–0 | Matkowska (POL) L 1–5 | Gick inte vidare       | Gick inte vidare     | Gick inte vidare     | Gick inte vidare      | Gick inte vidare     | 9             |
| Sündeviin Byambatseren    | -55 kg | Mattsson (SWE) L 0–3 | Gick inte vidare      | Gick inte vidare       | Gick inte vidare     | Gick inte vidare     | Gick inte vidare      | Gick inte vidare     | 17            |
| Soronzonboldyn Battsetseg | -63 kg | Bye                  | Ngonga (CAF) W 3–0    | Grigorjeva (LAT) W 3–0 | Icho (JPN) L 0–3     | Bye                  | Dugrenier (CAN) W 3–0 | Gick inte vidare     | 3             |
| Ochirbatyn Burmaa         | -72 kg | Bye                  | Callahan (CAN) W 3–0  | Unda (ESP) L 1–3       | Gick inte vidare     | Gick inte vidare     | Gick inte vidare      | Gick inte vidare     | 8             |

## Bågskytte
- Huvudartikel: Bågskytte vid olympiska sommarspelen 2012

Damer
| Bågskytt                   | Gren                   | Ranking-runda | Ranking-runda | 32-delsfinal                | Sextondelsfinal          | Åttondelsfinal          | Kvartsfinal       | Semifinal         | Final             | Final            |
| Bågskytt                   | Gren                   | Poäng         | Seedning      | Motståndare Poäng           | Motståndare Poäng        | Motståndare Poäng       | Motståndare Poäng | Motståndare Poäng | Motståndare Poäng | Placering        |
| -------------------------- | ---------------------- | ------------- | ------------- | --------------------------- | ------------------------ | ----------------------- | ----------------- | ----------------- | ----------------- | ---------------- |
| Jantsangiin Gantögs        | Herrarnas individuella | 669           | 19            | Banerjee (IND) (46) L 0–6   | Gick inte vidare         | Gick inte vidare        | Gick inte vidare  | Gick inte vidare  | Gick inte vidare  | Gick inte vidare |
| Bishindeegiin Urantungalag | Damernas individuella  | 652           | 18            | Williamson (GBR) (47) W 7–3 | Nichols (USA) (15) W 6–4 | Lee S-J (KOR) (2) L 0–6 | Gick inte vidare  | Gick inte vidare  | Gick inte vidare  | Gick inte vidare |

## Friidrott
- Huvudartikel: Friidrott vid olympiska sommarspelen 2012

Förkortningar
- Notera – Placeringar gäller endast den tävlandes eget heat
- Q = Kvalificerade sig till nästa omgång via placering
- q = Kvalificerade sig på tid eller, i fältgrenarna, på placering utan att ha nått kvalgränsen
- NR = Nationellt rekord
- N/A = Omgången inte möjlig i grenen
- Bye = Idrottaren behövde inte delta i omgången

Herrar
Bana och väg
| Idrottare        | Gren    | Final    | Final     |
| Idrottare        | Gren    | Resultat | Placering |
| ---------------- | ------- | -------- | --------- |
| Bat-Ochir Ser-Od | Maraton | 2:20:10  | 51        |

Damer
Bana och väg
| Idrottare                    | Gren    | Final    | Final     |
| Idrottare                    | Gren    | Resultat | Placering |
| ---------------------------- | ------- | -------- | --------- |
| Luvsanlchündegijn Otgonbajar | Maraton | 2:52:15  | 102       |

## Judo
Herrar
| Idrottare                   | Gren                    | 32-delsfinal         | Sextondelsfinal           | Åttondelsfinal           | Kvartsfinal               | Semifinal                   | Återkval                    | Bronsmatch               | Final                         | Final            |
| Idrottare                   | Gren                    | Motståndare Resultat | Motståndare Resultat      | Motståndare Resultat     | Motståndare Resultat      | Motståndare Resultat        | Motståndare Resultat        | Motståndare Resultat     | Motståndare Resultat          | Placering        |
| --------------------------- | ----------------------- | -------------------- | ------------------------- | ------------------------ | ------------------------- | --------------------------- | --------------------------- | ------------------------ | ----------------------------- | ---------------- |
| Davaadorjiin Tömörkhüleg    | Extra lättvikt (-60 kg) | Bye                  | Kitadai (BRA) L 0000–0011 | Gick inte vidare         | Gick inte vidare          | Gick inte vidare            | Gick inte vidare            | Gick inte vidare         | Gick inte vidare              | Gick inte vidare |
| Chasjbaataryn Tsagaanbaatar | Halv lättvikt (-66 kg)  | Bye                  | Tu K-w (TPE) W 0111–0001  | Oates (GBR) L 0000–0011  | Gick inte vidare          | Gick inte vidare            | Gick inte vidare            | Gick inte vidare         | Gick inte vidare              | Gick inte vidare |
| Sainjargalyn Nyam-Ochir     | Lättvikt (-73 kg)       | Bye                  | Völk (GER) W 0113–0101    | Soroka (UKR) W 0011–0002 | Isajev (RUS) L 0001–0100  | Gick inte vidare            | Delpopolo (USA) W 0011–0002 | Elmont (NED) W 0001–0000 | Gick inte vidare              | 3                |
| Naidangiin Tüvsjinbajar     | Halv tungvikt (-100 kg) | i.u.                 | Homklin (THA) W 1000–0000 | Fabre (FRA) W 0100–0000  | Sayidov (UZB) W 0100–0001 | Hwang H-T (KOR) W 0010–0001 | BYE                         | BYE                      | Chajbulajev (RUS) L 0000–1000 | 2                |

Damer
| Idrottare               | Gren                     | Sextondelsfinal             | Åttondelsfinal               | Kvartsfinal                 | Semifinal                | Återkval                 | Bronsmatch             | Final                | Final            |
| Idrottare               | Gren                     | Motståndare Resultat        | Motståndare Resultat         | Motståndare Resultat        | Motståndare Resultat     | Motståndare Resultat     | Motståndare Resultat   | Motståndare Resultat | Placering        |
| ----------------------- | ------------------------ | --------------------------- | ---------------------------- | --------------------------- | ------------------------ | ------------------------ | ---------------------- | -------------------- | ---------------- |
| Mönchbatyn Urantsetseg  | Extra lättvikt (-48 kg)  | Bye                         | Podryadova (KAZ) W 0010–0001 | Dumitru (ROU) L 0001–0011   | Gick inte vidare         | Pareto (ARG) L 0011–0002 | Gick inte vidare       | Gick inte vidare     | Gick inte vidare |
| Mönkhbaataryn Bundmaa   | Halv lättvikt (-52 kg)   | Desravine (HAI) W 0100–0000 | Bermoy (CUB) L 0000–0020     | Gick inte vidare            | Gick inte vidare         | Gick inte vidare         | Gick inte vidare       | Gick inte vidare     | Gick inte vidare |
| Dorjsürengiin Sumiya    | Lättvikt (-57 kg)        | Kim J-d (KOR) L 0001–0001   | Gick inte vidare             | Gick inte vidare            | Gick inte vidare         | Gick inte vidare         | Gick inte vidare       | Gick inte vidare     | Gick inte vidare |
| Munkhzaya Tsedevsuren   | Halv mellanvikt (-63 kg) | Anson (PLW) W 1100–0000     | Ylinen (FIN) W 1000–0000     | Émane (FRA) W 0001–0001 YUS | Žolnir (SLO) L 0000–1000 | Bye                      | Ueno (JPN) L 0002–0010 | Gick inte vidare     | 5                |
| Pürevjargalyn Lkhamdegd | Halv tungvikt (-78 kg)   | Bye                         | Gibbons (GBR) L 0001–0021    | Gick inte vidare            | Gick inte vidare         | Gick inte vidare         | Gick inte vidare       | Gick inte vidare     | Gick inte vidare |